# Роял (Айова)
Роял (англ. Royal) — місто (англ. city) в США, в окрузі Клей штату Айова. Населення — 379 осіб (2020).

## Географія
Роял розташований за координатами 43°3′52″ пн. ш. 95°17′2″ зх. д. / 43.06444° пн. ш. 95.28389° зх. д. (43.064354, -95.283806).  За даними Бюро перепису населення США в 2010 році місто мало площу 0,78 км², уся площа — суходіл.

## Демографія
Згідно з переписом 2010 року, у місті мешкало 446 осіб у 191 домогосподарстві у складі 122 родин. Густота населення становила 574 особи/км².  Було 202 помешкання (260/км²).
Расовий склад населення:
| - 95,5 % — білих - 0,2 % — чорних або афроамериканців - 1,3 % — осіб інших рас |

До двох чи більше рас належало 2,9 %. Частка іспаномовних становила 2,7 % від усіх жителів.
За віковим діапазоном населення розподілялося таким чином: 24,9 % — особи молодші 18 років, 61,0 % — особи у віці 18—64 років, 14,1 % — особи у віці 65 років та старші. Медіана віку мешканця становила 36,8 року. На 100 осіб жіночої статі у місті припадало 100,0 чоловіків;  на 100 жінок у віці від 18 років та старших — 100,6 чоловіків також старших 18 років.
Середній дохід на одне домашнє господарство  становив 46 732 долари США (медіана — 42 500), а середній дохід на одну сім'ю — 68 403 долари (медіана — 64 688). Медіана доходів становила 42 083 долари для чоловіків та 25 781 долар для жінок. За межею бідності перебувало 17,1 % осіб, у тому числі 27,5 % дітей у віці до 18 років та 10,2 % осіб у віці 65 років та старших.
Цивільне працевлаштоване населення становило 237 осіб. Основні галузі зайнятості: освіта, охорона здоров'я та соціальна допомога — 25,7 %, роздрібна торгівля — 15,6 %, будівництво — 13,5 %.